# Рікардо Акунья
Рікардо Акунья (ісп. Ricardo Acuña; нар. 13 січня 1958) — колишній чилійський тенісист.
Найвищу одиночну позицію світового рейтингу — 47 місце досяг 17 березня 1986, парну — 45 місце — 28 жовтня 1985 року.
Здобув 3 парні титули.
Найвищим досягненням на турнірах Великого шолома був чвертьфінал в одиночному розряді.
Завершив кар'єру 1989 року.

## Фінали за кар'єру

### Одиночний розряд (1 поразка)
| Результат | W/L | Дата     | Турнір         | Покриття | Суперник     | Рахунок  |
| --------- | --- | -------- | -------------- | -------- | ------------ | -------- |
| Поразка   | 0–1 | Лис 1982 | Баїя, Бразилія | Килим    | Хайме Фійоль | 6–7, 4–6 |

### Парний розряд (3–2)
| Результат | W/L | Дата     | Турнір              | Покриття | Партнер       | Суперники                      | Рахунок       |
| --------- | --- | -------- | ------------------- | -------- | ------------- | ------------------------------ | ------------- |
| Поразка   | 0–1 | Бер 1983 | Нансі, Франція      | Килим    | Белус Прахокс | Ян Гуннарссон Андерс Яррід     | 5–7, 3–6      |
| Перемога  | 1–1 | Жов 1985 | Тулуза, Франція     | Тверде   | Якоб Гласек   | Павел Сложил Ян Кодеш          | 3–6, 6–2, 9–7 |
| Перемога  | 2–1 | Лис 1986 | Х'юстон, США        | Килим    | Бред Пірс     | Чіп Гупер Майк Ліч             | 6–4, 7–5      |
| Перемога  | 3–1 | Січ 1988 | Гуаружа, Бразилія   | Ґрунт    | Люк Єнсен     | Хав'єр Франа Дієго Перес       | 6–1, 6–4      |
| Поразка   | 3–2 | Жов 1988 | Сан-Паулу, Бразилія | Тверде   | Хав'єр Санчес | Джей Бергер Орасіо де ла Пенья | 7–4, 4–6, 3–6 |